# Liste der Einträge im National Register of Historic Places im Phelps County (Missouri)

Lage des Phelps County in Missouri

Die Liste der Einträge im National Register of Historic Places im Phelps County in Missouri führt die Bauwerke und historischen Stätten im Phelps County auf, die in das National Register of Historic Places aufgenommen wurden.

## Legende
| NRHP | Historic Place    |
| HD   | Historic District |

## Aktuelle Einträge
| [ 3 ] | Name                                   | Bild                                   | Eintragsdatum        | Lage                                                                        | Ort         | Beschreibung |
| ----- | -------------------------------------- | -------------------------------------- | -------------------- | --------------------------------------------------------------------------- | ----------- | ------------ |
| 1     | Community Theater                      |                                        | 2006 ID-Nr. 06001134 | 117 1st Street 37° 54′ 52″ N, 91° 54′ 5″ W                                  | Newburg     |              |
| 2     | Gourd Creek Cave Archeological Site    |                                        | 1969 ID-Nr. 69000121 | Adresse nicht veröffentlicht                                                | Newburg     |              |
| 3     | Maramec Iron Works District            | Maramec Iron Works District            | 1969 ID-Nr. 69000122 | Rund 11 km südlich von St. James an der MO 8 37° 57′ 21″ N, 91° 32′ 19″ W   | Saint James |              |
| 4     | National Bank of Rolla Building        | National Bank of Rolla Building        | 2001 ID-Nr. 01001380 | 718 Pine Street 37° 56′ 59″ N, 91° 46′ 16″ W                                | Rolla       |              |
| 5     | Ozark Iron Furnace Stack               |                                        | 1970 ID-Nr. 70000345 | Rund 3 km westlich von Newburg 37° 54′ 56″ N, 91° 55′ 52″ W                 | Newburg     |              |
| 6     | Phelps County Courthouse               | Phelps County Courthouse               | 1993 ID-Nr. 92001745 | 3rd Street Ecke Main Street 37° 56′ 45″ N, 91° 46′ 22″ W                    | Rolla       |              |
| 7     | Phelps County Jail                     | Phelps County Jail                     | 1990 ID-Nr. 90000766 | Park Street zwischen 2nd Street und 3rd Street 37° 56′ 45″ N, 91° 46′ 27″ W | Rolla       |              |
| 8     | Rolla Ranger Station Historic District | Rolla Ranger Station Historic District | 2003 ID-Nr. 03000717 | Bridge School Road und Kingshighway 37° 56′ 37″ N, 91° 47′ 23″ W            | Rolla       |              |
| 9     | St. James Chapel                       | St. James Chapel                       | 1983 ID-Nr. 83001035 | Church Street Ecke Meramec Street 37° 59′ 38″ N, 91° 36′ 49″ W              | Saint James |              |
| 10    | Verkamp Shelter                        |                                        | 1974 ID-Nr. 74001089 | Adresse nicht veröffentlicht                                                | Saint James |              |